# MPEG-4
MPEG-4, introduït a la fi de 1998, és el nom d'un grup d'estàndards de codificació d'àudio i vídeo així com la seua tecnologia relacionada normalitzada pel grup MPEG (Moving Picture Experts Group) d'ISO/IEC. Els usos principals de l'estàndard MPEG-4 són els fluxos de mitjans audiovisuals, la distribució en CD, la transmissió bidireccional per videòfon i emissió de televisió.
MPEG-4 pren moltes de les característiques de MPEG-1 i MPEG-2 així com d'altres estàndards relacionats, tals com suport de VRML (Virtual Reality Modeling Language) estés per a Visualització 3D, arxius composts en orientació a objectes (incloent objectes àudio, vídeo i VRML), suport per a la Gestió de drets digitals externs i variats tipus d'interactivitat.
La majoria de les característiques que conformen l'estàndard MPEG-4 no han d'estar disponibles en totes les implementacions, a l'instant que és possible que no existisquen implementacions completes de l'estàndard MPEG-4. Per a manejar aquesta varietat, l'estàndard inclou el concepte de perfil (profile) i nivell, el que permet definir conjunts específics de capacitats que poden ser implementats per a complir amb objectius particulars.

## Parts de MPEG-4
MPEG-4 està format per diversos estàndards, anomenats "parts", que inclouen:
- Part 1(ISO / IEC 14496-1): Sistemes: Descriu la sincronització i la transmissió simultània d'àudio i vídeo.
- Part 2(ISO / IEC 14496-2): Visual: Un còdec de compressió per a elements visuals (vídeo, textures, imatges sintètiques, etc.). Un dels moltsperfilsdefinits en la Part 2 és elAdvanced Simple Profile(ASP).
- Part 3(ISO / IEC 14496-3): Àudio: Un conjunt de còdecs de compressió per a la codificació de fluxos d'àudio; inclouen variants de Advanced Audio Coding(AAC) així com eines de codificació d'àudio i parla.
- Part 4(ISO / IEC 14496-4): Conformitat: Descriu procediments per verificar la conformitat d'altres parts de l'estàndard.
- Part 5(ISO / IEC 14496-5): Programari de referència: Format per elements de programari que demostren i clarifiquen les altres parts de l'estàndard.
- Part 6(ISO / IEC 14496-6): Delivery Multimedia Integration Framework (dmif).
- Part 7(ISO / IEC 14496-7): Software optimitzat de referència: Conté exemples sobre com realitzar implementacions optimitzades (per exemple, en relació amb la Part 5).
- Part 8(ISO / IEC 14496-8): Transport sobre xarxes IP: Especifica un mètode per a transportar contingut MPEG-4 sobre xarxes IP.
- Part 9(ISO / IEC 14496-9): Maquinari de referència: Proveeix dissenys de maquinari que demostren implementacions d'altres parts de l'estàndard.
- Part 10(ISO / IEC 14496-10): Advanced Video Coding (AVC): Un còdec de senyals de vídeo tècnicament idèntic a l'estàndard ITU-T H.264.
- Part 12(ISO / IEC 14496-12): Format per a mitjans audiovisuals basat en ISO: Un format de fitxers per a emmagatzemar contingut multimèdia.
- Part 13(ISO / IEC 14496-13): Extensions per al maneig i protecció de Propietat Intel·lectual (IPMP).
- Part 14(ISO / IEC 14496-14): Format d'arxiu MPEG-4: El format d'arxiu de contenidor designat per a continguts MPEG-4; basat en la Part 12.
- Part 15(ISO / IEC 14496-15): Format d'arxiu AVC: Per a l'emmagatzematge de vídeo Part 10, basat en la Part 12.
- Part 16(ISO / IEC 14496-16):Animation Framework extension(AFX).
- Part 17(ISO / IEC 14496-17): Format de subtítols (en elaboració - el darrer avenç en la seva revisió data de gener de 2005).
- Part 18(ISO / IEC 14496-18): Compressió i transmissió com a flux de fonts tipogràfiques (per fonts OpenType).
- Part 19(ISO / IEC 14496-19): Fluxos de textures sintetitzades.
- Part 20(ISO / IEC 14496-20): Representació lleugera d'escenes (làser).
- Part 21(ISO / IEC 14496-21): Extensió de MPEG-J perrendering(en elaboració - el darrer avenç en la seva revisió data de gener de 2005).

També és possible definir perfils a nivell de les parts, atès que una implementació d'una part no necessàriament conté tota aquesta part.
MPEG-1, MPEG-2, MPEG-7 i MPEG-21 són altres grups d'estàndards MPEG.